# 石抹按只
石抹按只（？—1273年）蒙古帝国将领，契丹族，世居太原，石抹大家奴的儿子。
金朝末年，随父亲投降蒙古。1258年，蒙哥大汗派他跟随都元帅纽璘南下攻打南宋，攻成都（今四川成都市），在灵泉（今四川遂宁市境）击败宋兵，斩杀宋将韩勇。又跟随都元帅按敦攻打泸州（今四川泸州市），在马湖江之战击败宋兵。从马湖抵达合江、涪江、清江，建造浮桥二十余架，在定四川之役中，立功居最。中统三年（1262年），以建造浮桥功，授河中府船桥水手军总管，佩金符。至元四年（1267年），跟随行省也速带兒再攻泸州，立功。至元九年（1272），征伐建都（今西昌市）。次年十月，获胜。还师时，在途中病故。其子石抹不老。